# Commissie WGD
De Commissie WGD (Werkgroep van Deskundigen) is de voorloper van de Commissie Gezondheid en beroepsmatige blootstelling aan stoffen (GBBS) van de Nederlandse Gezondheidsraad. De commissie houdt zich bezig met advisering op het gebied van de regelgeving voor het werken met giftige stoffen. In het Engels wordt de commissie WGD aangeduid als DECOS (Dutch Expert Committee on Occupational Standards). 

## Taken
De Commissie WGD heeft twee taken:
- Het vaststellen van een gezondheidskundige advieswaarde voor de Maximaal Aanvaarde Concentratie (MAC-waarde) van stoffen.
- Het evalueren en classificeren van mogelijk kankerverwekkende effecten van stoffen. De commissie voert ook risicoberekeningen uit.

## Historie
De naam van de Commissie WGD is afgeleid van haar voorganger, de Werkgroep van Deskundigen, die in 1976 is opgericht door het ministerie van Sociale Zaken en Werkgelegenheid. Vanaf 1994 maakt de Commissie WGD deel uit van de Gezondheidsraad en in 2007 is de Commissie Gezondheid en beroepsmatige blootstelling aan stoffen (GBBS) geïnstalleerd. 